# Jean-Gabriel de Boissy d'Anglas
Pour les articles homonymes, voir Boissy d'Anglas, Boissy et Anglas.
Jean-Gabriel de Boissy d'Anglas (Jean, Gabriel, Théophile de Boissy d'Anglas) est un homme politique français né le 2 avril 1783 à Nîmes (Gard) et mort le 6 mai 1864 à Paris.

## Biographie
Jean-Gabriel de Boissy d'Anglas est le dernier des quatre enfants du conventionnel François-Antoine de Boissy d'Anglas. Son frère aîné est François-Antoine Boissy d'Anglas.
En  1803, il entre dans la carrière militaire, en 1810, il est sous-inspecteur aux revues  et participe, en cette qualité, aux campagnes de Russie, de Leipsick, et de France. En 1817, il est nommé sous-intendant militaire.  Il est en disponibilité lorsqu'il se présente, le 17 novembre 1827, pour être député de l'Ardèche, dans le 2e arrondissement  (Tournon). Il est battu par Louis, Balthazar Dubay. Mais ce dernier donne sa démission et des élections partielles ont lieu  le 8 avril 1828. Boissy d'Anglas est élu et siège dans l'opposition constitutionnelle à Charles X. Il fait partie des 221 signataires de l'adresse hostile au ministère Polignac. 
Nommé intendant militaire, il doit solliciter à nouveau le suffrage des électeurs. Il est élu le 10 avril 1831, puis à nouveau le 5 juillet de la même année dans le cadre des élections générales. Il est un fidèle soutien de la Monarchie de Juillet. Il est réélu successivement les 21 juin 1834,  13 janvier 1835 (à la suite de sa nomination comme directeur de l'administration de la guerre), 4 novembre 1837, 2 mars 1839, 9 juillet 1842 et 1er août 1846.
Il se retire pendant la IIe République. Après le coup d'État du 2 décembre 1851, il revient sur la scène politique. Candidat du gouvernement aux élections de février 1852, il est élu, toujours dans la circonscription de Tournon, au Corps législatif, puis réélu en 1857, et en 1833.
Il est promu commandeur de la Légion d'honneur le 31 décembre 1835.

## Sources
- « Jean-Gabriel de Boissy d'Anglas », dans Adolphe Robert et Gaston Cougny, Dictionnaire des parlementaires français, Edgar Bourloton, 1889-1891 [détail de l’édition]